# Dadeldhura
Der Distrikt Dadeldhura (Nepali डडेलधुरा जिल्ला Ḍaḍeldhurā Jillā) ist einer von 77 Distrikten in Nepal und gehört seit der Verfassung von 2015 zur Provinz Sudurpashchim.

## Geschichte
Bis zum Jahr 2015 gehörte Dadeldhura zur Verwaltungszone Mahakali.

## Geographie
Der Distrikt liegt im Westen des Nepals. Der Flusslauf der Mahakali trennt den Distrikt im Westen vom benachbarten indischen Bundesstaat Uttarakhand.
Dadeldhura liegt in einer Höhe von 333 m bis 2639 m über dem Meeresspiegel, reicht also vom Terai bis zur hügligen Vorhimalayaregion. Aufgrund der unterschiedlichen Höhenlage liegt Dadeldhura in verschiedenen Klimazonen. So beträgt die durchschnittliche Maximaltemperatur 32 ºC, während die durchschnittliche Minimaltemperatur nur 3,6 ºC beträgt. Die jährliche durchschnittliche Niederschlagsmenge liegt bei etwa 1346,6 mm.
Der Distrikt ist gut an das Straßennetz Nepals angeschlossen. Dadeldhura dient damit als Zugang zu verschiedenen hügeligen Gebieten bzw. Distrikten in  der Region wie z. B. Achham, Doti, Baitadi, Bajura.
Die Landwirtschaft, einschließlich Vieh- und Geflügelzucht, die verarbeitende Industrie, die Dienstleistungsbranche wie Hotels und Lodges für Touristen sind die wichtigsten Wirtschaftszweige im Distrikt. Der Distrikt besitzt reiche forstwirtschaftliche Ressourcen, rund 78 % der Fläche sind mit Wald bedeckt, und besitzt neben der Forstwirtschaft auch Potenzial für die Sammlung und Verarbeitung von Kräutern.
Auf Grund günstiger klimatischer Bedingungen und verbesserter Anbaumethoden hat der Distrikt ein hohes Potenzial für den Anbau hochwertigen Gemüses auch in der Nebensaison und anderer landwirtschaftlicher Produkte wie Reis, Weizen und Mais.

## Einwohner
Bei der Volkszählung 2001 hatte er 126.162 Einwohner; 2011 waren es 142.094.
Die Landwirtschaft ist für 91 % der Haushalte die Haupteinkommensquelle.
Frauen leiden unter geschlechtsspezifischer Diskriminierung in Bildung, Ernährung, sozialen und kulturellen Normen. Diskriminierung von Frauen tritt auch in Form der Chhaupadi genannten Praxis auf Frauen während ihrer Menstruation in eine Hütte zu verbannen.
Kastenbedingte Diskriminierung ist im Distrikt immer noch weit verbreitet. Im Distrikt leben eine Reihe benachteiligter Gruppen wie die ehemaligen Haliyas (in Schuldknechtschaft lebende Sklaven).

## Verwaltungsgliederung
Städte (Munizipalitäten) im Distrikt Dadeldhura:
- Amargadhi
- Parashuram

Gaunpalikas (Landgemeinden):
- Aalital
- Bhageshwor
- Navadurga
- Ajayameru
- Ganyapadhura

Bis zum Jahr 2017 wurde der Distrikt in die folgenden Village Development Committees (VDCs) unterteilt:
- Ajayameru
- Alital
- Ashigram
- Bagarkot
- Belapur
- Bhadrapur
- Bhageswor
- Bhumiraj
- Chipur
- Dewal Dibyapur
- Ganeshpur
- Gankhet
- Ghatal
- Kailapalmandau
- Khalanga
- Koteli
- Manilek
- Mashtamandau
- Nawadurga
- Rupal
- Sahastralinga
- Samaiji